# Џенк Акјол
Џенк Акјол (тур. Cenk Akyol; Истанбул, 16. април 1987) турски је кошаркаш. Игра на позицији крила.

## Успеси

### Клупски
- Ефес Пилсен:
  - Првенство Турске (2): 2004/05, 2008/09.
  - Куп Турске (3): 2006, 2007, 2009.

- Галатасарај:
  - Првенство Турске (1): 2012/13.

### Појединачни
- Ол-стар утакмица Првенства Турске (1): 2012.

### Репрезентативни
- Европско првенство до 16 година:  2003.
- Европско првенство до 18 година:  2004, 2005.
- Европско првенство до 20 година:  2006.
- Светско првенство:  2010.